# Перейра, Аналия де Виктория
Аналия Мария Калдейра ди Виктория Перейра Симеан (порт. Anália Maria Caldeira de Victória Pereira Simeão; 3 октября 1941, Луанда — 7 января 2009, Лиссабон) — ангольская политическая деятельница, основательница Либерально-демократической партии, депутат Национальной ассамблеи в 1992—2009. Находилась в оппозиции правящей МПЛА. Первая в истории Анголы женщина — лидер партии и кандидат в президенты на выборах 1992. Уважаема в стране за последовательную приверженность демократии и личную храбрость.

## Эмиграция и правозащита
Родилась в семье ветеринара. По расовому происхождению была мулаткой. Получив образование в Уамбо, работала чертёжницей топографической компании на кофейных плантациях, занимала должности в администрации Уиже. В 1960—1963 обучалась в Португалии на архитектора, но не закончила курс. В 1963—1975 — функционер статистического управления в Португальской Анголе.
Аналия Перейра придерживалась антикоммунистических взглядов и не приняла независимости Анголы под властью марксистского движения МПЛА. За два месяца до провозглашения независимости 11 ноября 1975 она вновь уехала в Португалию. Получила статус политической беженки. Обучалась политологии по программе ООН. Основала в Португалии Лигу поддержки ангольских беженцев (LARA). Отстаивала права вынужденных переселенцев из бывших португальских колоний.
В 1983 Аналия Перейра и её муж Карлуш Симеан основали в Лиссабоне Либерально-демократическую партию Анголы (PLD). Программа партии включала прекращение гражданской войны в Анголе, многопартийную демократию, рыночную экономику, соблюдение прав человека в соответствии с Декларацией ООН. Членами PLD становились ангольские политэмигранты либеральных взглядов. Действовать в самой Анголе — в то время однопартийном государстве — партия не могла.

## Политика «Мамаши Кураж»
Бисесские соглашения 1991, политические реформы в Анголе позволили семье Перейра вернуться на родину. PLD получила право легальной деятельности. Аналия Перейра выступала против политической монополии и коррупции правящей МПЛА Жозе Эдуарду душ Сантуша, но не принимала и радикализма УНИТА Жонаша Савимби. Обе крупнейшие партии, на её взгляд, несли политическое насилие и нарушения прав человека.
На первых в Анголе многопартийных выборах 1992 PLD получила более 94 тысяч голосов, что составило 2,39 %. Это дало партии 3 мандата в Национальной ассамблее из 220. Аналия Перейра стала первой в Анголе женщиной, баллотировавшейся в президенты — за неё проголосовали около 11,5 тысячи избирателей — что составило 0,29 %. На президентских выборах Аналия Перейра заняла десятое место из одиннадцати кандидатов. Но на парламентских выборах в абсолютных цифрах электоральной поддержки PLD показала четвёртый результат из восемнадцати — после трёх исторических партий: МПЛА, УНИТА, ФНЛА. Была избрана в Национальную ассамблею и Аналия Перейра. Однако политическую обстановку резко изменила резня на Хэллоуин и новая вспышка гражданской войны.
Аналия Перейра возглавляла фракцию PLD, состояла в парламентских комиссиях по правам человека, по здравоохранению, по финансам. Была членом Административного совета и Совета республики — совещательных органов при президенте. Участвовала в ряде международных конференций. Резко критиковала правительство МПЛА за нарушения прав человека, коррупцию, авторитарное правление душ Сантуша. Как член правозащитной комиссии она жёстко разоблачала злоупотребления провинциальных чиновников. Такая деятельность вызывала недовольство и даже ненависть влиятельных политиков, была реально опасна. За смелость Аналия Перейра получила прозвище Mamã Coragem — Мамаша Кураж. В то же время она признала законность власти МПЛА.
На выборах 2008 PLD собрала немногим более 21 тысячи голосов — 0,33 % и не прошла в парламент. Однако Аналия Перейра присутствовала на первом заседании нового созыва Национальной ассамблеи и выступила с речью о важности демократической консолидации.
Скончалась Аналия Перейра в лиссабонской клинике после тяжёлой болезни в возрасте 67 лет. Специальное заявление сделало Политбюро МПЛА — правящая партия отдала должное патриотизму и харизме покойной. Скорбь выразили лидер УНИТА Исайаш Самакува и лидер ФНЛА Нгола Кабангу — оппозиционеры отметили приверженность покойной принципам свободы и справедливости

## Память и семья
В современной Анголе Аналия ди Виктория Перейра почитается как первая ангольская женщина — основательница политической партии и кандидат в президенты. Особо отмечается её храбрость; типичная характеристика: «Женщина борьбы». Уважение вызывает решимость бросить вызов таким политикам, как душ Сантуш и Савимби — да ещё «в борьбе за президентский пост, на который никто в Анголе не избирался демократическим путём».
Женщины-политики Анголы традиционно сопоставляются с Аналией Перейрой. Флорбела Малакиаш — основательница Гуманистической партии, вторая ангольская женщина, ставшая партийным лидером и кандидатом в президенты — говорит, что нынешняя политика не требует такой храбрости, как у «Мамаши Кураж».
Карлуш Симеан, муж Аналии Перейры, умер при неясных обстоятельствах. Александра Симеан, дочь Аналии Перейры, в 1997—2008 была заместителем министра образования Анголы. Аналия Перейра имела трёх внуков и приёмного сына.